# Łąkie-Gogolin
Łąkie-Gogolin [pronunciación en polaco: /ˈwɔnkʲɛ ɡɔˈɡɔlin/] es un asentamiento ubicado en el distrito administrativo de Gmina Lipka, dentro del Distrito de Złotów, Voivodato de Gran Polonia, en el oeste de Polonia central. Se encuentra aproximadamente a 12 kilómetros al oeste de Lipka, a 15 kilómetros al norte de Złotów, y a 121 kilómetros al norte de la capital regional Poznań.
Antes de que 1772 el área era parte  de Reino de Polonia, hasta 1945 fue de Prussia y Alemania. Para más de su historia, vea Distrito de Złotów.00